# Islam-agina džamija u Nišu
Džamija Islam-age Hadrovića (ponegdje i Hadrović džamija), džamija je u Nišu. U današnje vrijeme, Medžlis Islamske zajednice Niša koristi jedino ovu džamiju, iako postoji namjera grada da obnovi za upotrebu i Hasan-begovu džamiju.

## Povijest
Pored brojnih društveno-političkih promjena koje je u Niš donijelo Osmansko Carstvo, najočiglednije su bile u transformacijama koje su se desile u arhitekturi. U tadašnjem Nišu, kao značajnom strateškom i upravnom centru Carevine tokom osmanskog razdoblja podignute su brojne džamije. One su bile nosilac urbanog razvitka, što je zabilježeno u osmanskim popisnim knjigama, kao i u brojnim zapisima putopisaca koji su prolazili kroz grad na Nišavi. Tako je nastala i džamija Islam-age Hadrovića u Nišu, kao jedina od vjerskih građevina, izvan gradskih zidina stare Tvrđave.
Podigao ju je 1870. godine bogati Nišlija Islam-aga Hadrović Đakovalija na temeljima starije, oštećene osmanske džamije iz 1720. godine., neposredno pred srbijansko osvajanje Niša od Osmanlija. Građevina nema veću arhitektonsku vrijednost. Pravougaone je osnove s ravnom tavanicom od drveta, a ima i mahfil.
Od devetnaest džamija koliko je postojalo u Nišu tokom osmanske vladavine, jedino je Islam-agina džamija očuvana i osposobljena za vjersku uporabu. Naime nakon osvajanja Niša od osmanske vlasti osjećala se potreba za modernizacijom društva, i oslobađanje potiskivanog narodnog duha stanovništva u Nišu.
U tom naletu, osvajanja potiskivanog narodnog duha građana Niša, dobrim dijelom je stradala i Islam-agina džamija u Nišu, sve dok nije stavljena pod zaštitu države 1954. godine, kada je obnovljena i osposobljena za vjersku uporabu.
Džamija je ponovo dva puta u 21. stoljeću bila izložena oštećenju, ovoga puta od srpskih ekstremista, kada je;
Kamenovana u noći između 27. i 28. kolovoza 2003. godine tokom proslave navijača Partizana koji su slavili plasman NK Partizana u Ligu šampiona. Grupa od sto navijača bacila je nekoliko kamenica u pravcu džamije polomivši dva prozora na zgradi.
Zapaljena u noći 17. ožujka 2004. godine kao odgovor huligana na razrušenje crkava i samostana na Kosovu. 
Do kraja kolovoza 2013. godine džamija je potpuno obnovljena, i vraćena svojoj namjeni.

## Vanjske poveznice
- Islam-agina džamija  Arhivirana inačica izvorne stranice od 7. svibnja 2021. (Wayback Machine)